# Båring
Båring er en by på Nordvestfyn med 970 indbyggere  (2025), beliggende 5 km vest for Brenderup, 5 km nord for Nørre Aaby, 37 km nordvest for Odense og 12 km øst for Middelfart. Byen hører til Middelfart Kommune og ligger i Region Syddanmark.
Båring hører til Asperup Sogn, og Asperup Kirke ligger i den tidligere landsby Asperup, som landevejsbebyggelsen Båring allerede i 1800-tallet voksede sammen med. Båring ligger 3 km syd for Båring Vig med sommerhusområderne Båring Strand og Båring Ege samt flere campingpladser.

## Faciliteter
Båring Skole er en folkeskole med 158 elever, fordelt på 0.-6. klassetrin, samt SFO for 0.-3. klasse. Den har 21 medarbejdere. Skolen blev i 2013 lagt sammen med Båring Børnehus (børnehave og vuggestue) til Båring Børneunivers. På matriklen findes også Lokalhistorisk Arkiv.
Båring Forsamlingshus har plads til 120 gæster i den store sal og 30-40 gæster i den lille sal.

## Historie

### Jernbanen
Asperup havde station på Nordvestfyenske Jernbane (1911-66). Ved stationen blev der opført brugsforening og afholdshotel.
Stationsbygningen er bevaret på Lindegaardsvej 7. Huset over for stationen bærer stadig indskriften "Asperup St. Brugsforening 1912". Som et levn fra banens tid hedder postdistriktet stadig Asperup, selvom Båring er noget større end Asperup.

### Skolemiljø
Båring Højskole blev startet i 1959. I 2008 gik højskolen i betalingsstandsning, og det blev besluttet at omdanne den til efterskole. Den rytmiske Efterskole lukkede i 2018 pga. for få elever.
Et par år senere opstod Baaring Musikefterskole i de samme bygninger. 
Friskolernes Hus på Kalundgård i Båring er sekretariat for Dansk Friskoleforening, der er stiftet i 1886 og nu repræsenterer ca. 340 frie grundskoler med ca. 47.000 elever.

## Kultur og foreningsliv
Båring har et aktivt forenings- og kulturliv, dokumenteret af lokalhistoriske initiativer og Båring Lokalarkiv. Siden 1940 er der flere gange blevet produceret lokalfilm, herunder Båring-filmen (1940, 1970, 1995, 2025) og Vores sted – En film om Asperup og Roerslev sogne (2006).
Byens lokaludvalg driver hjemmesiden Båring Nyt, der samler information om lokale arrangementer, foreninger og frivillige initiativer.